# Vperedi den'
Vperedi den' (Впереди день) è un film del 1970 diretto da Pavel Grigor'evič Ljubimov.